# Maorès
El maorès (o shimaore) és un dialecte suahili (llengua bantu) parlat per la major part de la població de Mayotte. Històricament ha estat una llengua rural de l'illa de Mayotte que ha esdevingut lingua franca, ja que hi ha importants diferències entre les parles de la part oriental i occidental de l'illa, així com amb la ciutat de Mamoudzou. Tot i això, les llengües principals als mitjans escrits i en l'educació són tant el francès i com el malgaix. Darrerament el maorès és força present als programes televisius de l'emissora Outre-Mer 1re.
Actualment el maorès està totalment sota influència del francès, que és la llengua de l'educació i del treball. Per aquesta raó algunes associacions com SHIME intenten reviscolar el seu ús. Endemés, el 2004 s'inicià un projecte pilot per a introduir el seu ensenyament a l'escola. Per altra banda, és gairebé intercomprensible amb els parles comorianes mohelià i anjouanès

## Classificació
El maorès pertany al grup de llengües bantus, família Llengües nigerocongoleses. El fet aparentment paradoxal que la llengua de Mayotte sigui d'origen nigerocongolès es deu al fet que els primers pobladors africans van arribar abans que els francesos a colonitzar l'illa.

## Ortografia
Tradicionalment el maorès s'ha escrit amb una ortografia informal de base francesa en alfabet llatí. El 22 de febrer de 2006 el Conseil de la Culture, de l'Education et de l'Environnement de Mayotte va introduir un alfabet oficial desenvolupat per l'Association ShiMé que utilitza com a base l'alfabet llatí sense les lletres c, q, i x i hi afegeix tres lletres: ɓ, ɗ, i v̄.
| Lletres   | Aa  | Bb  | Ɓɓ | Dd  | Ɗɗ | Ee  | Ff  | Gg  | Hh  | Ii  | Jj | Kk  | Ll  | Mm  | Nn  | Oo  | Pp  | Rr  | Ss  | Tt  | Uu  | Vv  | V̅ v̄ | Ww  | Yy | Zz  |
| --------- | --- | --- | -- | --- | -- | --- | --- | --- | --- | --- | -- | --- | --- | --- | --- | --- | --- | --- | --- | --- | --- | --- | --- | --- | -- | --- |
| valor IPA | /a/ | /b/ | ɓ  | /d/ | ɗ  | /e/ | /f/ | /ɡ/ | /h/ | /i/ | ʒ  | /k/ | /l/ | /m/ | /n/ | /o/ | /p/ | /r/ | /s/ | /t/ | /u/ | /v/ | β   | /w/ | j  | /z/ |

## Vocabulari
| Català                     | Maorèss                | Pronunciació standart |
| -------------------------- | ---------------------- | --------------------- |
| Bon dia                    | Jeje (o Kwezi)         |                       |
| Molt bé                    | Ndjema (o Mbona)       |                       |
| La vida és bella a Mayotte | maesha ya mazuri Maore |                       |
| terra                      | dunia                  |                       |
| cel                        | wingu                  |                       |
| aigua                      | maji                   |                       |
| foc                        | moro                   |                       |
| home                       | mutru baba             |                       |
| dona                       | mutru mama             |                       |
| menjar                     | u dya                  |                       |
| boira                      | u nwa                  |                       |
| gran                       | -bole                  |                       |
| petit                      | -titi                  |                       |
| nit                        | uku                    |                       |
| matí                       | asubuhi                |                       |
| lladre                     | mwidzi                 |                       |

## Oficialitat
És llengua cooficial amb el francès i el malgaix, que prové de Madagascar, ja que els malgaixos van colonitzar illes com Mayotte, Seychelles, Reunió, Comores i Madagascar. Malgrat la seva condició de llengua nacional, el francès continua sent la llengua principal en els mitjans escrits.